# 卡爾斯克魯納海軍基地
卡爾斯克魯納海軍基地（瑞典語：Karlskrona Örlogsbas）位於瑞典南部的卡尔斯克鲁纳市镇，是瑞典海軍的作戰中樞兼首要基地:p214，同時是聯合國教科文組織認定的世界文化遺產，登錄名稱為卡爾斯克魯納軍港（英語：Naval Port of Karlskrona）。基地內部共駐有1,750名瑞典海軍官兵、文職僱員，並設有潛艇、水面船艦等各式部隊，以及軍港以外的造船廠、防禦工事等周邊設施。瑞典海岸防衛隊的總部也設在此處。
卡爾斯克魯納海軍基地於瑞典帝國全盛期的17世紀即已存在，1680年竣工後，作為該國在波羅的海的重要據點，港口周邊也連帶建起了海軍城鎮。18世紀後，該基地甚至於軍事及建築科技上居於歐洲之首，且當時興建的軍港設施、布局和設計在數百年後仍得到完善保存。1998年，教科文組織下的世界遺產委員會正式將該港列為文化類世界遺產。

## 位置與機能

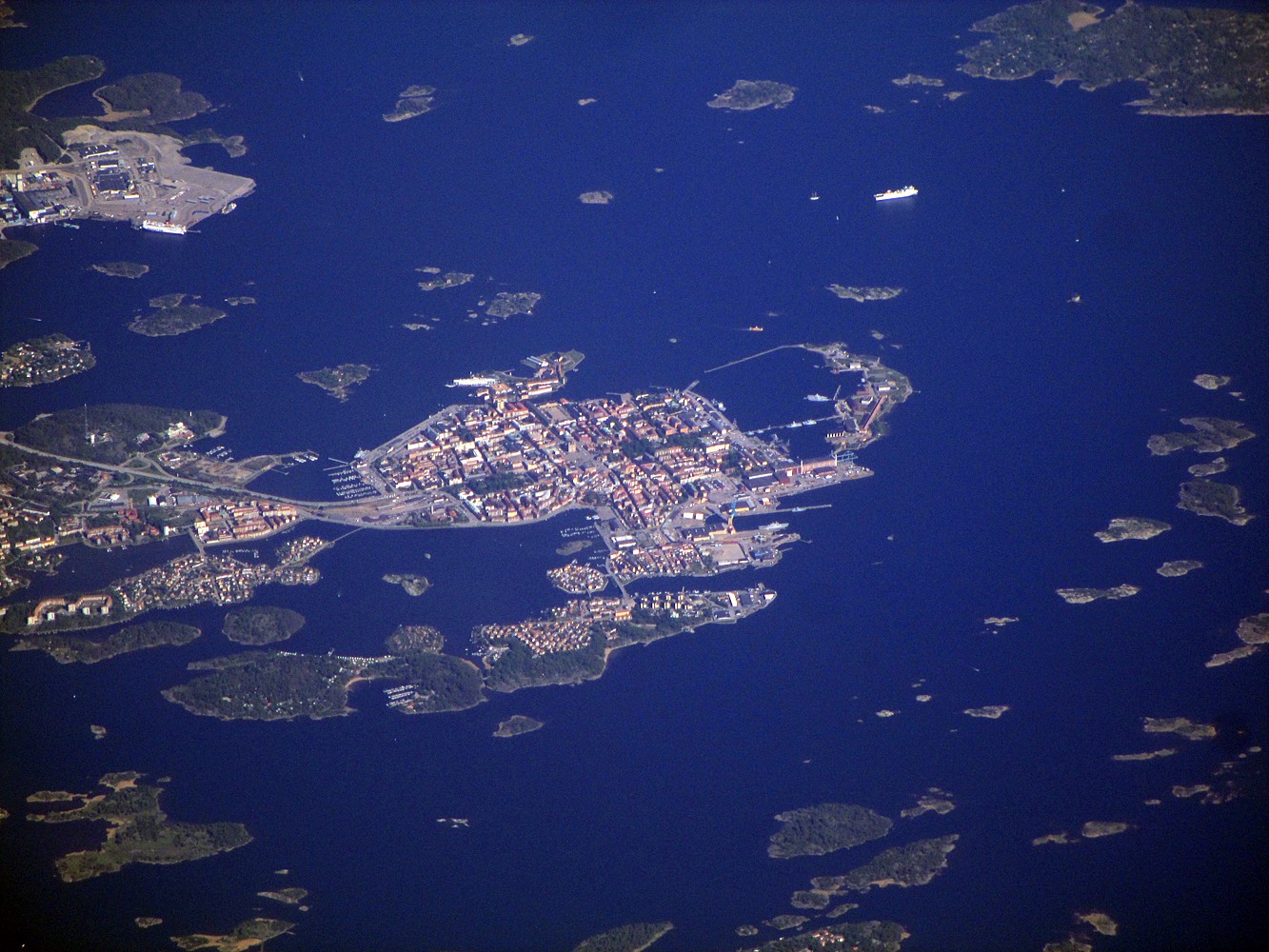
卡爾斯克魯納基地周邊水域及島群

卡爾斯克魯納海軍基地所處地點為瑞典布萊金厄省境內的東部地帶，西邊為省內的另一大城龍訥比，該港位於首都斯德哥爾摩南方約382公里，但離丹麥哥本哈根反而較近，兩者之間的距離為198公里。海軍營區緊鄰著卡爾斯克魯納市镇中心所在的特羅索島南側，港口被該島及林侯門島（Lindholmen）、瑟德雅納島（Söderstjärna）三方包圍，開口朝向東方。基地內的軍用補勤設施和海軍人員曾大量部署於東側的斯圖火門島上，但在冷戰後期已全數撤出。
基地周邊的水域由布萊金厄群島中的其他數個島嶼所圍繞，自東到西分別為森諾倫島、圖尤克島、阿斯普島及哈斯爾島。這些島在基地外部排列成了一道天然屏障，還設有德羅特寧謝爾、孔斯霍姆兩座守港要塞。由內港通往波羅的海的航道狹長而深，易於防禦、又足以讓深吃水的軍用艦艇進出，港內的海水也不易結冰，這些條件使卡爾斯克魯納更加適合作為海軍基地。
卡爾斯克魯納基地是瑞典海軍參謀部所在點，而瑞典海軍除了這座主要設施外，尚於哥特堡、首都圈外的穆斯克島等地設有其他的分遣基地。卡爾斯克魯納不僅扮演著水面艦艇、作戰潛艦部署地和造船、補給基地的角色，基地內也有新訓設施，替為數1,200名的服役士兵和軍方潛水隊員提供基礎訓練場所。除了海軍部隊外，布萊金厄省、卡尔马市镇和克魯努貝里省三地所駐的鄉土防衛隊（後備軍）也由本基地訓練。

## 歷史

### 帝國時代至18世紀末
17世紀末的瑞典帝國為歐洲強權，透過海軍實力使其疆土擴至波羅的海周邊區域，涵蓋了今日的芬蘭、拉脫維亞、愛沙尼亞及德國北部。1679年斯科訥戰爭結束後，儘管在戰中交鋒的瑞典與丹麥簽訂了和平條約，雙方之間仍存有對立，使瑞典國王卡爾十一世打算建造一座接近丹麥的海軍基地，經過一番審視和評議之後，決定在瑞典南部的布萊金厄尋找合適的建港地點，因為當地與原本做為海軍基地的斯德哥爾摩相比，冬季時被海冰凍結的時日較少。
同年秋季下旬，卡爾十一世與他的隨從們踏上了特羅索島，將當地敲定為軍港新址，島上唯一的農家奉命遷出，而瑞典國內頂尖的造船師、建築師、要塞工程師則隨即遷入該島，於1680年展開工事。新的軍港被命名為卡爾斯克魯納，意為「卡爾的皇冠」，工程則在軍需總監埃里克·達赫伯格的指導和監督下進行。最早開始施作的基地建築為造船廠，廠中建有兩座造船台、兩座鍛鐵爐和五座倉庫，以及用來打造、維修戰艦的傾船修理碼頭（Kölhalningsbroarna）。第一座龍骨於該年12月正式在廠內安放，首艘戰艦則於翌年下水。除了海軍基地之外，瑞典還特地在特羅索島上規劃出與軍港並存的新市鎮，提供住房、商業活動及行政機能。當該城鎮在1683年升格為省會所在地時，達赫伯格總監又為其制定了市街和要塞計劃案。

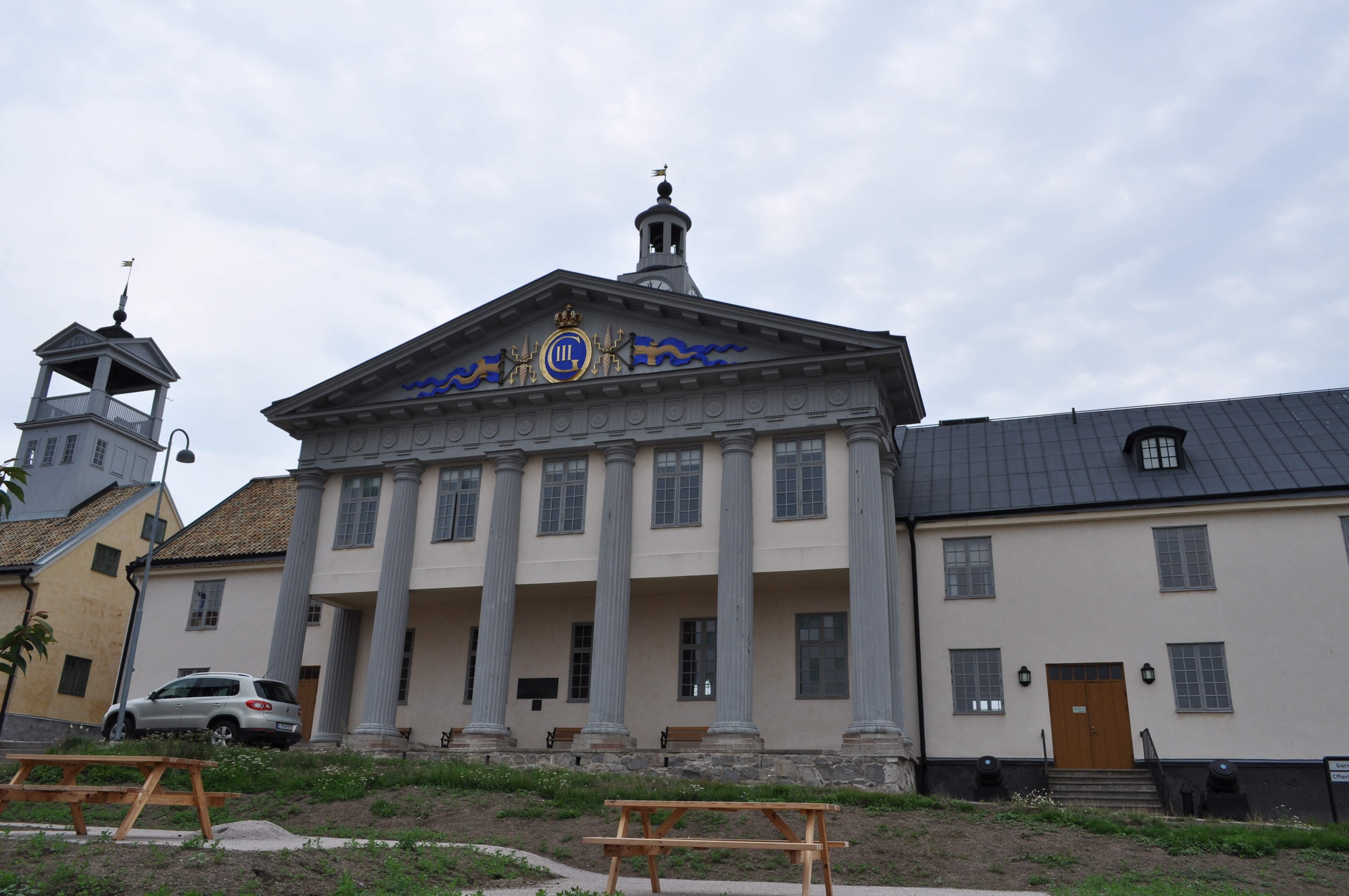
1780年代落成的模型設計樓（Mönster- och modellsalsbyggnaden），用於存放艦艇和基地工程模型、或集合出海官兵。

啟用後的卡爾斯克魯納基地逐漸取代了斯德哥爾摩、成為新的海軍主力基地。進入18世紀時，該基地已被開發為遠近馳名的歐洲頂尖軍事科技、造船及高級建築技術中心，而基地內的造船廠更是瑞典全國最大的就業集散地。在此世紀內，卡爾斯克魯納軍港增設了更多設施，包括五座位於基地西側、排列成扇形的「五指船塢」（Femfingerdockan），以及位於港口西南岸、林侯門島上的波勒姆乾塢（Polhemsdockan），這些製船設施均持續使用到21世紀。
1780年代中，身為瑞典知名造船師的海軍少將腓特烈·查普曼在卡爾斯克魯納基地擔任船廠廠長，他任內負責主導基地的造船業務，還著手對整個廠區實施了全面改造。卡爾斯克魯納基地在這樣的措施下，達成了三年內產出20艘船艦（戰艦10艘、巡航艦10艘）的成效。此期間新建的基地地標包括了用於制式化造船流程的裝備棚（Materialförråd）、廠長官邸（後為基地司令官邸）、以查普曼命名的大門。除此之外，基地的中央還蓋了一座模型設計樓，樓內收藏軍艦、基地設施的模型，亦作為官兵乘船出航前的集合地點。基地外則於1790年時建造了一組名為「史培爾營」（Bastion Sparre）的樓群，供海軍軍官和士官作為宿舍，一直到19世紀末才移交給政府機構當公署。

### 19世紀以後
進入19世紀後，雖然瑞典的強權地位已經隨著古斯塔夫三世身亡和芬蘭脫離瑞典統治而向下滑落，但卡爾斯克魯納依然是瑞典海軍的首要基地。在該世紀中，基地西北側建起了一道外部屏障，並稱之為「船塢圍牆」（Varvsmuren），以保護營區內的扇形船塢設施。這道牆一開始採用木製結構支撐，後來全面改為石造壁體。1821年至1826年間，海軍基地北面的入口處設置了一座新古典主義風格的衛兵樓（Högvakten），正對著鎮上的街區，並充當基地玄關。1847年時，瑞典海軍在斯圖火門島上增設海軍軍營（Båtsmanskasernen），內部可供500名水手長居住。1870年代內的基地大門西側也替少年水兵隊建造了一棟少年水兵營房（Skeppsgossekasernen），作為他們服役時的訓練所。1895年時，又在大門東側蓋了卓利營（Bataljon af Trolle）設施，歸卡爾斯克魯納海岸砲兵團使用。
20世紀時的卡爾斯克魯納基地仍持續進行硬體更新。由於海軍的水上飛機曾於1914年至1949年間駐在斯圖火門島，因此軍方於1926年和1929年時在島上蓋了3號及4號機庫（Flyghangarerna）。同於20世紀初期增添的還有1910年的軍事監獄（Kronohäktet）及1921年的海軍製衣廠（Beklädnadsverkstaden）。第二次世界大戰期間，一些年代較久遠的要塞和防禦體系也進行了現代化，還強化了抵抗敵機襲擊的基地防空能力。1960年代及1970年代時，軍用設施逐漸遷出特羅索島上的鬧區和斯圖火門島，此前的卡爾斯克魯納鎮中心有將近一半的土地被海軍基地佔據。
1981年10月時的卡爾斯克魯納基地是蘇聯潛艇入侵案的事發之處。當時瑞典海軍於該基地周邊的海上舉辦軍事演習、測試電腦導引的新型魚雷，而蘇聯海軍為了詳加刺探，派出S-363號潛艇前往當地執行情報蒐集任務。該潛艇抵達瑞典近海後，又闖入了卡爾斯克魯納基地周邊的管制水域，出沒位置距離鎮中心僅有30公里:p215。10月27日晚間，S-363號潛艇在管制水域內擱淺，因而暴露行蹤。瑞典軍方進入戒備狀態，出動了直升機、巡洋艦、驅逐艦和獵潛艦進行圍捕，避免該潛艇逃離。此起國際事件引發了蘇聯－瑞典關係的緊繃，因為瑞典軍方事後還發現蘇軍在艇內裝配了核子武器:p215。兩國之間的僵局直到11月6日才落幕，以蘇聯向瑞典道歉賠款、瑞典交還潛艇和被俘人員告終。該艘潛艇的艇長阿納托利·古申在被押期間，曾於卡爾斯克魯納基地內的韋斯特維克號飛彈快艇上接受審問。
至1990年代時，瑞典海軍的設施和活動已悉數從斯圖火門島撤離，全島也都完全化為居民活動地區，還有部分土地轉作民宅用途。1997年，瑞典海軍博物館在該島正式開館，透過館藏品和展覽活動來公開瑞典海軍、基地和船塢自17世紀以降的發展史。1998年，聯合國教科文組織下的世界遺產委員會正式將卡爾斯克魯納軍港列為文化遺產，稱其為「一座獨一無二的、保存完好的歐洲海軍城鎮規劃案例，融入了他國早期軍港的元素，又替後世具有類似機能的城鎮建立了楷模」。

## 海軍派駐部隊

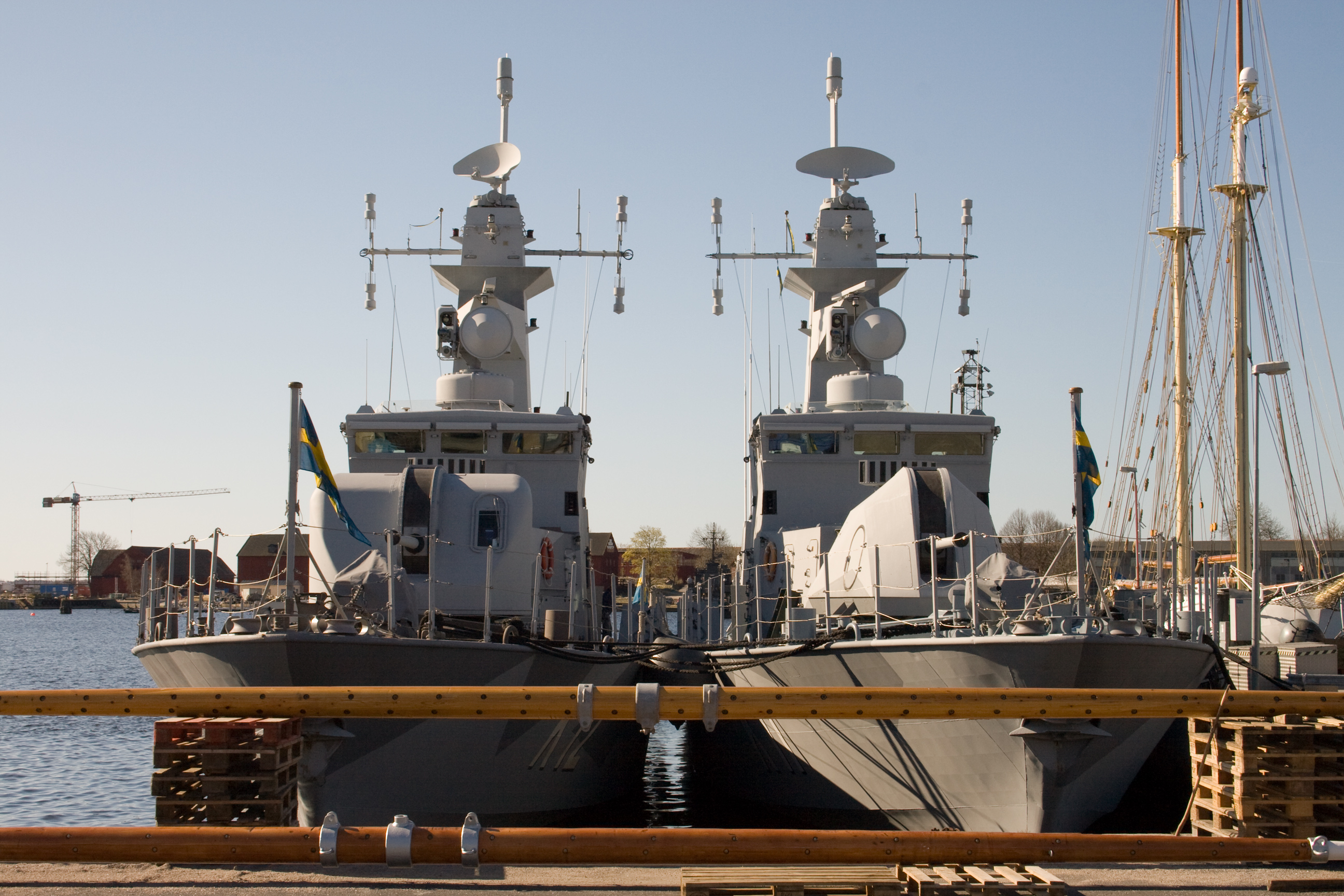
停泊在卡爾斯克魯納基地的斯德哥爾摩號護衛艦（K11）、馬爾默號護衛艦（K12）護衛艦

卡爾斯克魯納基地的戰鬥部隊包括瑞典海軍第1潛艇艦隊和第3作戰艦隊。第1艦隊是瑞典海軍唯一的潛水艇部隊，負責船艦情報蒐集、全年監控並保衛瑞典領海，也會參與海上特戰行動。旗下艇種包括哥得蘭級潛艇3艘（哥得蘭號、烏普蘭號、哈蘭號）及南曼蘭級潛艇2艘（南曼蘭號、東哥得蘭號）。

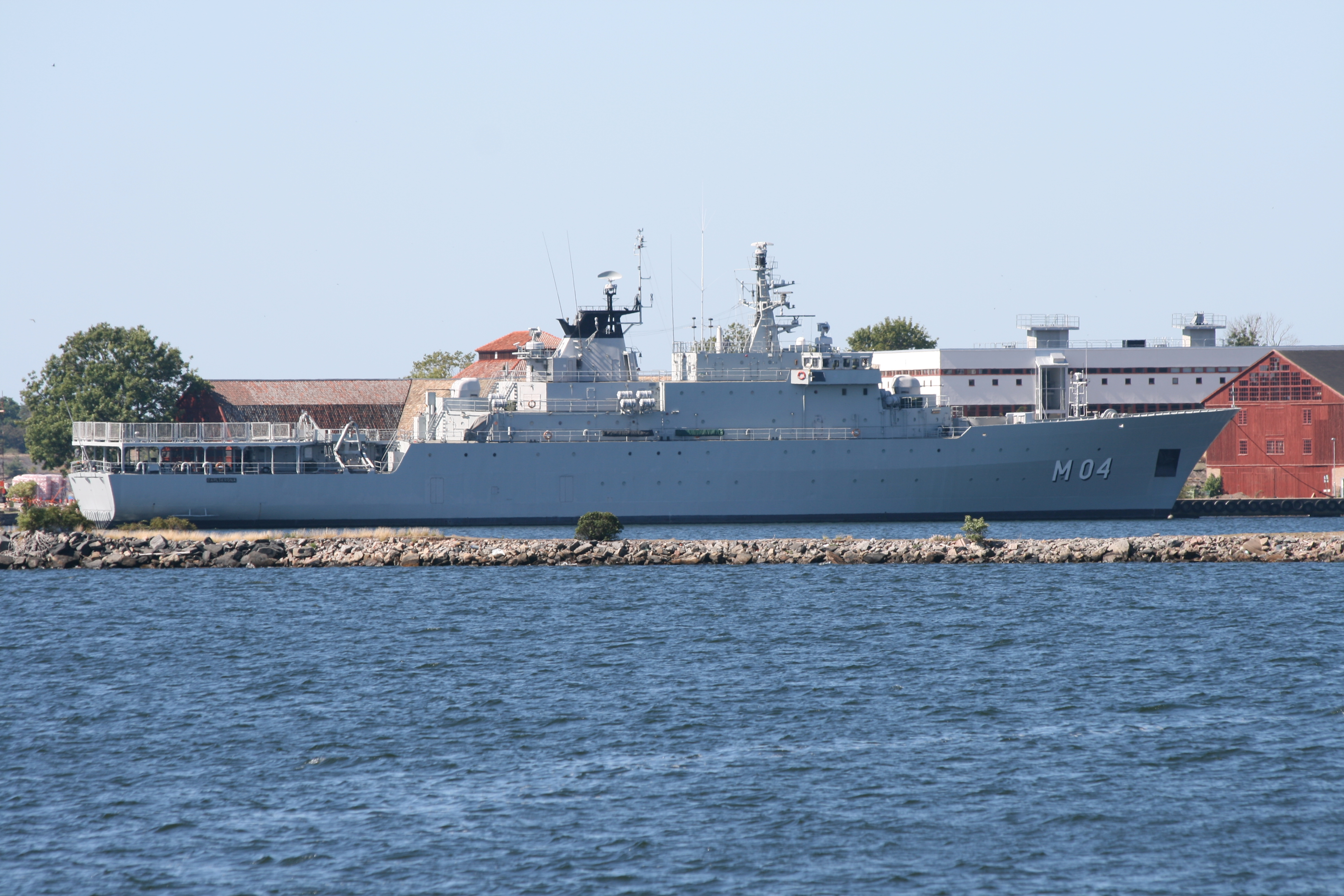
停泊在卡爾斯克魯納基地的卡爾斯克魯納號遠洋巡邏艦（P04）

第3作戰艦隊是瑞典海軍的快速反應部隊，由第31護衛艦支隊（31. Korvettdivisionen）、第33除雷支隊（33. Minröjningsdivisionen）和第34補勤支隊（34. Underhållsdivisionen）組成。31支隊有2艘斯德哥爾摩級護衛艦（斯德哥爾摩號、馬爾默號）、2艘偉士比級護衛艦（赫爾辛堡號、海訥桑德號）及3艘塔帕級巡邏艇。第33支隊配有寇斯特級和史塔索級水雷反制艇，處理掃雷及獵雷勤務。第34支隊則負責支援其他船艦的食糧、燃料等物資補給，該隊的卡爾斯克魯納號曾扮演過佈雷艦、補給艦及海外行動指揮艦等多種角色。
卡爾斯克魯納基地還派駐有瑞典海軍作戰訓練所，其職責是提供全體海軍官兵的海上作戰、兩棲作戰培訓項目，也包括單兵裝備、海戰武器、相關科技及戰術的研發。海軍基地隊的隊部也設在卡爾斯克魯納基地，主要任務是支援瑞典海軍各個單位，以及為海軍在國內外的行動給予技術、運輸或後勤協助。基地隊下轄的一個連負責卡爾斯克魯納等海軍基地的戍衛及防禦，另外兩個海上情報連（Sjöinformationskompani）分別駐在斯德哥爾摩與哥特堡，透過雷達、船隻或飛機監控邊境。